# Habermehl Rock
Der Habermehl Rock (englisch; bulgarisch скала Хабермел skala Chabermel) ist ein in südost-nordwestlicher Ausrichtung 37 m langer und 18 m breiter Klippenfelsen in der Hero Bay der Livingston-Insel im Archipel der Südlichen Shetlandinseln. Er liegt 2,8 km nordnordwestlich des Siddins Point, 9,7 km nordöstlich des Avitohol Point und 8 km südwestlich von Desolation Island.
Bulgarische Wissenschaftler kartierten ihn 2009 und 2017. Die bulgarische Kommission für Antarktische Geographische Namen benannte ihn im April 2021 nach dem böhmischen Instrumentenmacher Erasmus Habermehl (≈1538–1606), der einen der ersten Theodolite entwarf.